# 夢乃タンゴ・園ひとみ
夢乃タンゴ・園ひとみ（ゆめのたんご・そのひとみ）は、昭和期から平成期に活躍した、松竹芸能所属の男女漫才コンビ。1974年（昭和49年）結成、2003年タンゴが金銭絡みで失踪、2008年（平成20年）タンゴの病没により消滅。

## 芸風
浪曲漫才と、民謡を主体にした歌謡漫才。安来節（どじょうすくい踊り）、銭太鼓、浪曲替え歌など、古典をベースに練り上げられた舞台芸で固定客を掴んだが、テレビ・ラジオの演芸番組にはほとんど出演しなかった。
年がら年中浪花座で同じネタしかやらない為客受けは悪かった。
舞台ではひとみがリード、ネタでタンゴの馬面、容姿をけなしていた。

## メンバー
- 夢乃 タンゴ（ゆめの たんご、本名・奥野善彦、1927年（昭和2年）3月20日 - 2008年（平成20年）3月1日）

大阪府貝塚市出身。 テイチク専属歌手だった前島節子の紹介で突破の門下になる。「夢乃ダンゴ」との誤記が散見される。
東洋音楽学校声楽科を卒業後、1954年（昭和29年）に宮津タンゴの名で笹山タンバとコンビを結成。初舞台は南街ミュージックホール。1956年（昭和31年）に一旦解散。
1962年（昭和37年）に西川ひかるとのコンビで短期間活動した後、タンバと組み直したが、また解散。
1974年（昭和49年）以降は園ひとみと組み、最も長続きした相方になった。
関西演芸協会の会長後に顧問を務めていた。
- 園 ひとみ（その ひとみ、本名・寺田徳恵、1948年（昭和23年）2月9日 - ）

大阪府茨木市出身、大阪府立春日丘高等学校卒業。
浪曲出身で、カナリヤシスターズに参加後、ジョウサンズでは日吉川トキコを名乗る。
脱退後漫才に転向、1967年（昭和42年）中田ゆきみと称し中田ダイマル・ラケット門下の中田みゆきと「中田みゆき・ゆきみ」のコンビ名で活動後、1974年（昭和49年）に夢乃と組み34年活躍。
「ひとみ」の芸名はある日偶然に駅で若井みどりがタンゴと出会い「おまはん、ひとみもう名乗らんか？」と聞かれ、若井みどりは名乗る予定がなかったので、かつて名乗っていた「ひとみ」の名を譲った。園ひとみが目がパッチリしていた為、この名が候補に挙がった。

## 出演

### テレビドラマ
- 翔べ! 必殺うらごろし 第10話「女は子供を他人の腹に移して死んだ」（1979年、ABC / 松竹） - 亭主（夢乃タンゴ）・女房（夢乃ひとみ）